# Erodium cazorlanum
Los alfilerillos de Cazorla (Erodium cazorlanum) es una herbácea perenne perteneciente a la familia de las geraniáceas que aparece de forma endémica en zonas de alta montaña de la serranía de Segura. 

## Descripción
Pequeña mata herbácea sin tallo que alcanza un tamaño de hasta 15 cm de altura, algo ascendente, pilosa, no glandulosa, de hojas imparipinnadas dispuestas en roseta, con los foliolos dentados o pinnatífidos, con inflorescencias en umbelas de 3 a 9 flores zigomorfas pentámeras, con pétalos desiguales blanco-violáceos rosados de los cuales los dos superiores presentan una mancha de color púrpura en la mitad basal. Fruto en esquizocarpio terminado en un pico.

## Distribución y hábitat
Aparece en pastizales orófilos sobre arenales dolomíticos en altitudes de 1500–2100 m de la Serranía de Segura (Sierras de Cazorla y Segura en Jaén, Sierra Seca en Granada y Sierra de Alcaraz en Albacete).

## Taxonomía
Erodium cazorlanum fue descrita por Vernon Hilton Heywood y publicado en Bulletin of the British Museum (Natural History), Botany 1: 116. 1954.
Etimología
Erodium: nombre genérico que deriva del griego erodios =  "una garza" debido al largo pico en el fruto.
cazorlanum: epíteto geográfico que alude a su localización en la Sierra de Cazorla.